# Pere Gomila Bassa

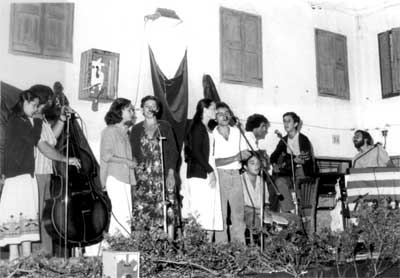
Traginada

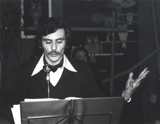
Pere Gomila a l'època d'Es Mussols

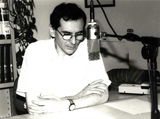
Pere Gomila a la radio el 1996

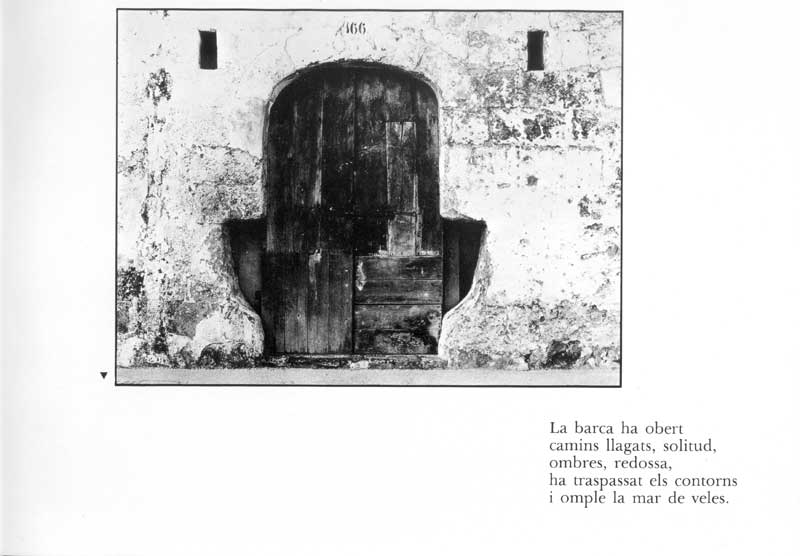
Tanka

Pere Gomila Bassa (Alaior, 12 d'abril de 1954) és un poeta menorquí.

## Vida i obra
Fill del poeta i periodista Arcadi Gomila, Pere Gomila va ser autodidacta, participà en la Transició i els primers anys de la democràcia conreant una estètica plural i col·lectiva.
També participà en una segona aventura humana, Traginada, per retrobar les arrels de la música popular menorquina, tot tocant amb instruments moderns.
Publicà el seu primer poemari el 1978, Regió afòtica, com una metàfora prolongada de l'amor, un amor triple de l'amant, la terra i l'illa, amb una llengua cisellada.
Dos anys més tard, Pere Gomila es dedicà a l'escriptura de tanques associades amb fotografies dintre d'un "llibre-capsa" ideat per Víctor Compta i publicat dins de la revista Druïda ara introbable, si bé el reedità l'Institut Menorquí d'Estudis sense les fotografies, el 2000. Així mateix, conreà l'altra forma breu japonesa, l'haiku, per il·lustrar els quadres de Marcel Villier Ribas dins Arquitectura i paisatge de Menorca.
El 1984, publicà Cristalls on donà una imatge sinestèsica del món tot jugant amb anàfores i isolexismes.
El 1992, Els colors de l'edat, poemari de la maduresa, sintetitzà, fins a depurar-los, sentiments i records amb una llengua dúctil i concisa.
Periodista episòdic, boguer avisat, Pere Gomila és un activista de la cultura menorquina que defensa, particularment, dintre de la secció de llengua i literatura de l'Institut Menorquí d'Estudis.
Des de 2004, és un dels organitzadors del festival Illanvers, el qual prolonga l'experiència d'Es Mussols cap al tercer mil·lenari.
L'abril de 2011, Pere Gomila és invitat d'honor de "Poésie dans la ville", un festival organitzat pel balneari francès de Valras-Plage, com a prova de què la seva llengua rica i clara sap salvar les fronteres de la seva illa i, fins i tot, dels països catalans.

## Obra
- Regió afòtica, Palma : editorial Moll, 1978.
- Cristalls, Ciutadella : Xibau, 1984.
- Els colors de l'edat, Maó : Quaderns Xibau, 5, IME, 1992.
- Tannkas Arxivat 2016-03-03 a Wayback Machine., Maó : Druïda, 1980; coll. Petit Format, IME, 2000.
- VILLIER RIBAS, Marcel, Arquitectura i paisatge de Menorca, Barcelona : Triangle, 2006 (pels haikus).
- "Geografies del vent", Maó : Editorial Arrela, 2015